# Republic F-105 Thunderchief
Republic F-105 Thunderchief - Thud je bilo enomotorno nadzvočno lovsko/bombniško letalo ameriškega proizvajalca Republic Aviation. Večinoma ga je uporabljalo Vojno letalstvo Združenih držav Amerike. Na široko so ga uporabljali za bombniške napade na začetku vietnamske vojne, pozneje so ga umaknili zaradi visokih izgub in ga nadomestili z letali McDonnell Douglas F-4 Phantom II in General Dynamics F-111 Aardvark. F-105 je dobil vzdevek »Thud«, zaradi zvoka, ko je strmoglavil na tla.
Največja hitrost je bila Mach 2,08 (2200 km/h). Originalno je bil zasnovan kot enosedežni lovec-bombnik z možnostjo nošenja jedrskih bomb. Pozneje so razvili dvosedežno verzijo Wild Weasel za uničevanje sovražnikov protiletalskih sistemov - SEAD.  Ta verzija je ostala v uporabi do 1984.
F-105 je bil naslednik Mach-1 lovca North American F-100 Super Sabre. Thud je bil oborožen poleg bomb tudi s topom in z raketami. Namenjen je bil visokohitrostnim nizkovišinskim napadom. Prvič je poletel leta 1955 in vstopil v uporabo leta 1958. F-105 je lahko imel večji bombni tovor kot težki ameriških bombniki in 2. svetovne vojne. Med vietnamsko vojno so piloti z njimi opravili okrog 20 000 bombnij misij in pri tem izgubili 382 letal. Skupaj so proizvedli 833 letal. Bili so manj manevrirni od sovjetskih Migov, vendar so kljub temu dosegli okrog 27 zračnih zmag.
Dva pilota Wild Weasel med vietnamsko vojno sta dobila medaljo časti za napade na vietnamske protiletalske sisteme. SEAD piloti so prvi vstopili na bojišče in so ga zadnji zapustili, t. i. »first in, last out«.
F-105 je bilo eno izmed največjih enosedežnih enomotornih bojnih letal z vzletno težo okrog 24 ton. Dosegel je hitrost Mach 2 na višini, na nivoju morja malce čez Mach 1. Bojni tovor je bil okrog 6400 kg. 

## Tehnične specifikacije (F-105D)
Podatki iz The Great Book of Fightersand Quest for Performance
Splošne karakteristike
- Posadka: 1 (2 za F-105C/E/F/G)
- Tovor: 14 000 lb (6 700 kg)
- Dolžina: 64 ft 4,75 in (19,63 m)
- Razpon kril: 34 ft 11,25 in (10,65 m)
- Višina: 19 ft 8 in (5,99 m)
- Površina kril: 385 ft² (35,76 m²)
- Aeroprofil: NACA 65A005.5 koren, NACA 65A003.7 konec krila
- Teža praznega letala: 27 500 lb (12 470 kg)
- Naložena teža: 35 637 lb (16 165 kg)
- Maks. vzletna teža: 52 546 lb (23 834 kg)
- Pogon letala: 1 × Pratt & Whitney J75-P-19W turboreaktivni motor z dodatnim zgorevanjem
  - Potisk motorjev (suh): 14 300 Ibf (63,74kN)
  - Potisk motorjev z dodatnim zgorevanjem: 24 500 Ibf (109 kN)

 Zmogljivost 
- Maks. hitrost: Mach 2,08 (1 372 mph, 2 208 km/h) at 36 000 ft (11 000 m)
- Bojni radij: 780 mi (680 nmi, 1 250 km)
- Največji doseg: 2 210 mi (1 920 nmi, 3 550 km)
- Višina leta: 48 500 ft (14 800 m)
- Hitrost vzpenjanja: 38 500 ft/min (195 m/s)
- Obremenitev kril: 93 lb/ft² (452 kg/m²)
- Razmerje potisk/teža: 0,74
- Razmerje vzgon/upor: 10,4
- Čas do višine: 1,7 min do 35 000 ft (11 000 m)

Oborožitev

- Strelno orožje: 1× 20 mm (0,787 in) M61 Vulcan 6-cevni Gatlingov top, 1 028 nabojev
- Nosilci za orožje: Skupno 5: 4× pod krili, 1× pod trupom; in notranji prostor za orožje s kapaciteto do 14.000 lb (6.400 kg) konvencionalnih, možnost tudi jedrskih bombo, rakete AIM-9 Sidewinder in AGM-12 Bullpup

Letalska elektronika

- NASARR R-14A radar
- AN/ASG-19 Thunderstick kotrolni sistem ognja
- AN/ARN-85 LORAN (AN/ARN-92 vThunderstick II-)